# قبول (حكمة)
القبول عند الحكماء والمتكلمين يطلق بالاشتراك الصناعي على معنيين أحدهما مطلق إمكان الاتصاف بأمر سواء كان وجود الموصوف متقدما على وجود الصفة بالزمان أو لا.
وحاصله الإمكان الذاتي والثاني الانفعال التجددي ويقال له القوة والاستعداد أيضا، وهو عبارة عن إمكان اتصاف شيء بصفة لم يحصل له بعد مع وجود حالة يحصل بها، وهو بهذا المعنى لا يجامع الفعلية والحصول في شيء، بل إذا طرأ عليه تلك الصفة بطل هذا المعنى، والتقابل بينهما تقابل العدم والملكة وإن عرض لهما تقابل التضايف باعتبار بخلاف المعنى الأول. وما يقال من أن القابل يجب وجوده مع المقبول لا ينافي ما ذكرنا إذ ليس المراد منه أن القابل في وقت كونه قابلا أو من حيث هو قابل يجب وجوده مع المقبول، بل المراد أن ذات القابل بعد حصول المقبول فيها يجب أن يكون محلا له، وإلا لم يكن القابل قابلا، هذا خلف. وكما أن القبول لا يجامع الفعل كذلك القابل بما هو قابل لا يجامع المقبول بما هو مقبول لكونهما متقابلين أيضا، إلا أن التقابل هناك حقيقي وهنا مشهوري وللإمكان بالمعنى الأول أي الذاتي مشابهة بالاستعداد، ولذا يطلق عليه لفظ القبول أيضا.